# Hylocryptus erythrocephalus
A Hylocryptus erythrocephalus a madarak (Aves) osztályának verébalakúak (Passeriformes) rendjébe és a fazekasmadár-félék (Furnariidae) családjába tartozó faj.

## Rendszerezése
A fajt Frank Chapman osztrák ornitológus írta le 1903-ban. Sorolják a Clibanornis nembe Clibanornis erythrocephalus néven is.

## Alfajai
- Hylocryptus erythrocephalus erythrocephalus Chapman, 1919
- Hylocryptus erythrocephalus palamblae Zimmer, 1935[2]

## Előfordulása
Ecuador és Peru területén honos. Természetes élőhelyei a szubtrópusi és trópusi síkvidéki és hegyi esőerdők, száraz erdők és cserjések, valamint másodlagos erdők. Állandó, nem vonuló faj.

## Megjelenése
Testhossza 22 centiméter, testtömege 42-51 gramm.

## Természetvédelmi helyzete
Az elterjedési területe kicsi és csökken, egyedszáma 2500-9999 példány közötti és szinten csökken. A Természetvédelmi Világszövetség Vörös listáján mérsékelten fenyegetett fajként szerepel.